# Cmentarz wojenny nr 198 – Błonie
Cmentarz wojenny nr 198 w Błoniu – zabytkowy cmentarz z I wojny światowej.
Zaprojektowany przez Heinricha Scholza. W siedmiu grobach zbiorowych i 297 pojedynczych pochowano tu 208 żołnierzy armii austro-węgierskiej i 104 żołnierzy armii rosyjskiej.

## Galeria

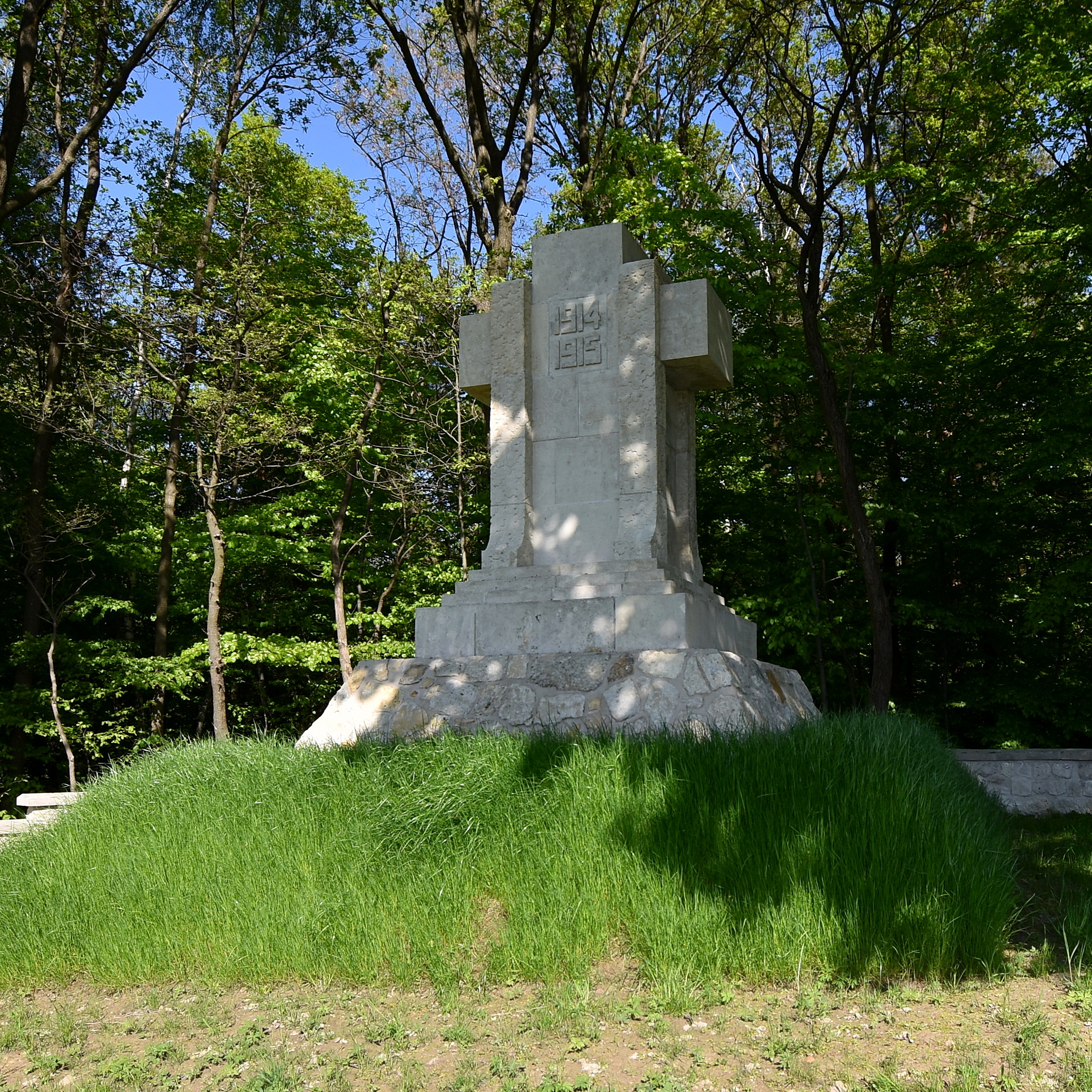
Pomnik centralny
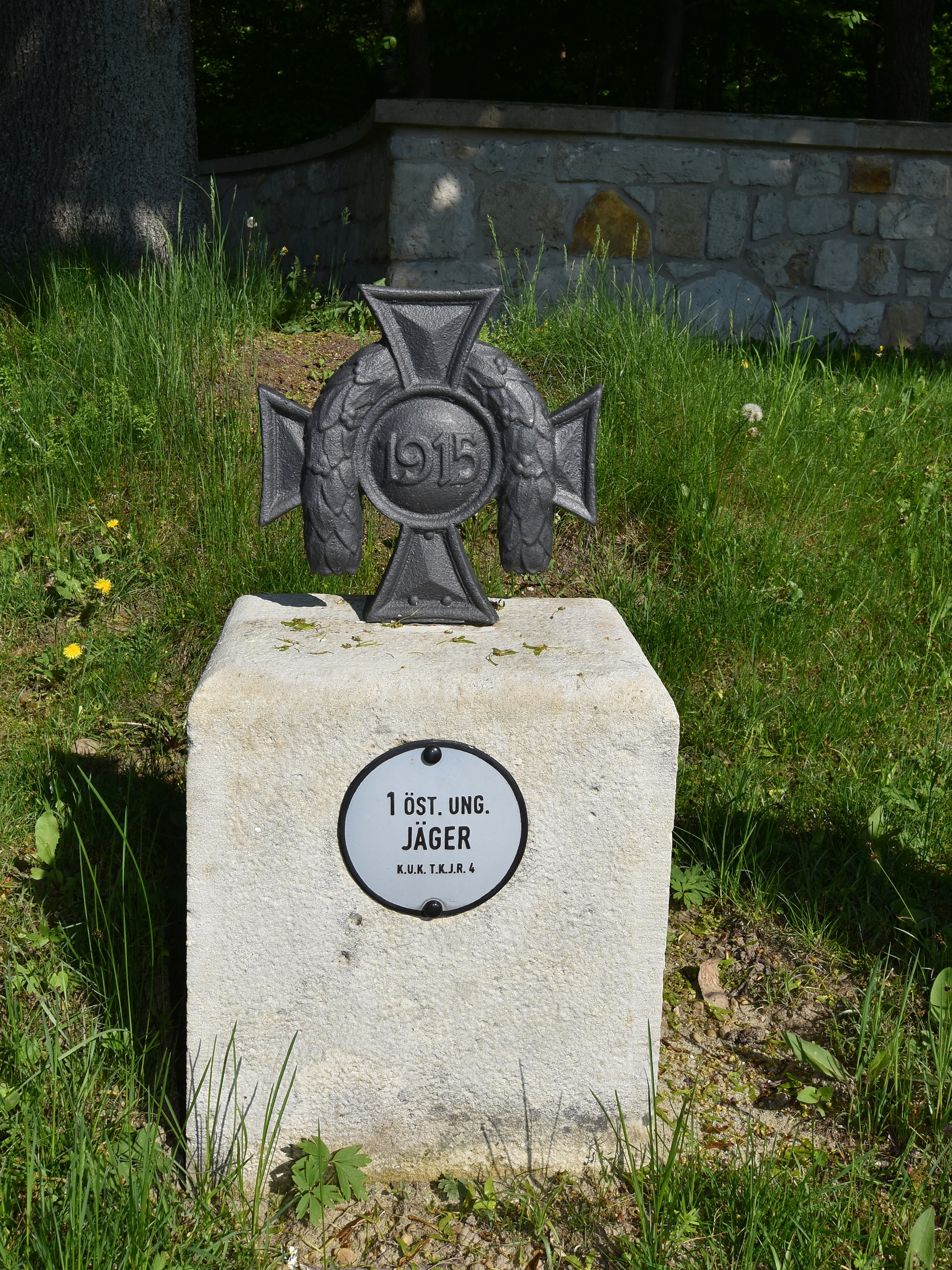
Pomnik austriacki
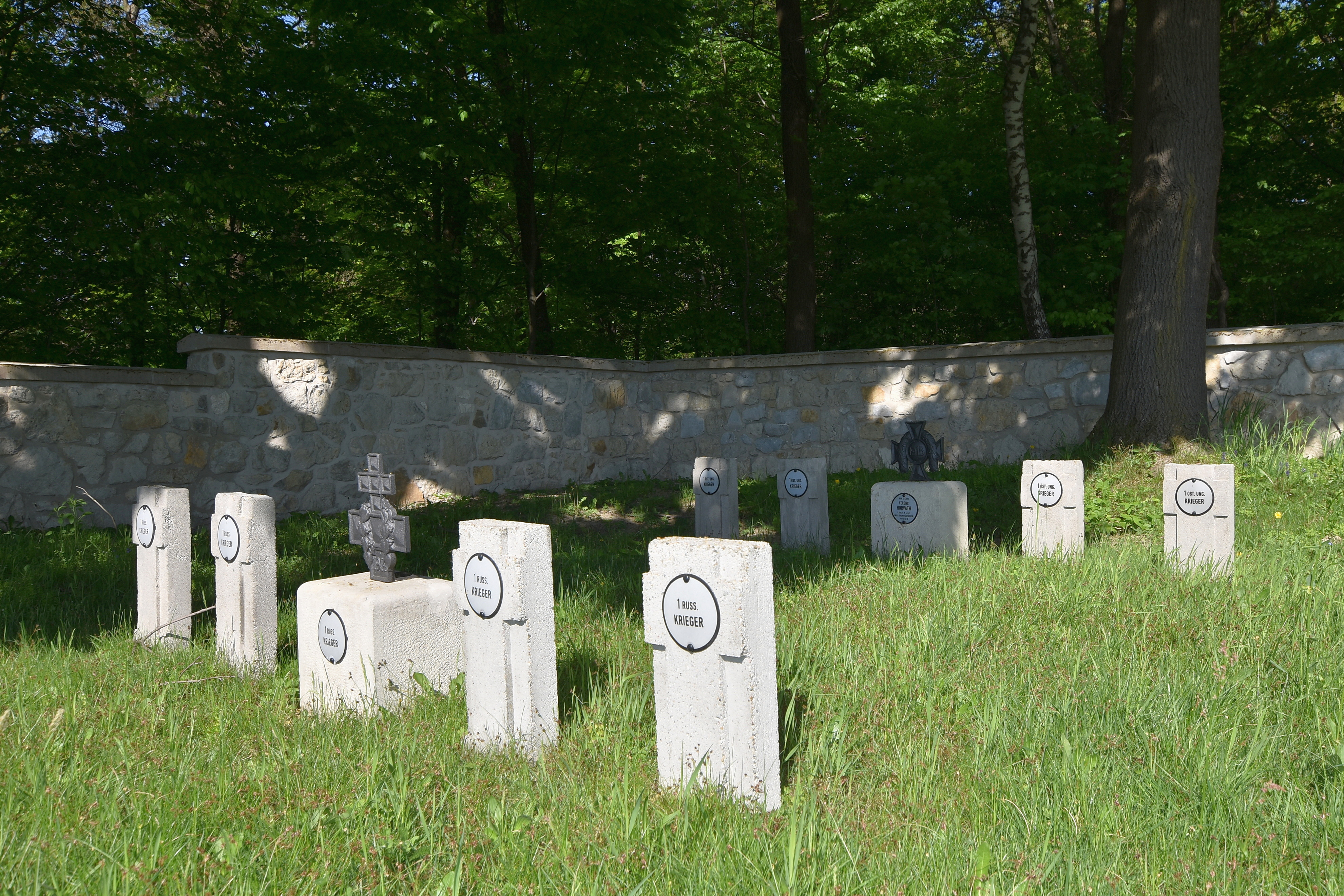
Fragment cmentarza